# Бучеджи

Панорама массива Бучеджи

Бучеджи — горный массив в центральной Румынии, часть Южных Карпат.
Бучеджи — одни из высочайших гор страны, Ому, их высшая точка, лишь на 39 м ниже Молдовяну, высшей точки страны. Расположены горы южнее города Брашов. Геологически массив состоит из трёх хребтов — Бучеджи, Ляота и Пятра-Краюлуй.
На склонах Бучеджи расположены истоки реки Яломицы.

## Достопримечательности
Территория в 32 663 га охранятся как природный парк Бучеджи, в котором находятся Бучеджский Сфинкс и скала Бабеле.
В горах Бучеджи находится самый большой католический крест на вершине в мире (внесён в Книгу рекордов Гиннеса в 2013 году) — Крест Героев, установленный на вершине пика Карайман (рум. Varful Caraiman) на высоте 2291 м. Он был сооружён в 1926—1928 годы в память о румынских солдатах Первой мировой войны.

## Отражение в культуре
Во французском переводе название первой книги румынского автора Раду Чинамара (Radu Cinamar, псевдоним) звучит как «Открытие в Бучеджи» («Découverte au Bucegi»; 2016).